# Lista de chafarizes de Lisboa
Esta é uma lista de chafarizes da cidade de Lisboa, actualmente existentes ou históricos:
- Chafariz do Andaluz - freguesia: Coração de Jesus
- Chafariz de Apolo
- Chafariz do Arco do Carvalhão / Chafariz na Rua do Arco do Carvalhão / Chafariz da Cruz das Almas - freguesia: Estrela
- Chafariz de Belém ou Chafariz do Largo do Mastro
- Chafariz de Benfica - freguesia: Benfica
- Chafariz da Boa Hora - freguesia: Ajuda
- Chafariz da Bola
- Chafariz da Buraca - freguesia: Benfica
- Chafariz da Calçada de Carriche
- Chafariz do Carmo / Chafariz no Largo do Carmo - freguesia: Sacramento
- Chafariz de El-Rei / Chafariz d’El Rei / Chafariz de São João / Chafariz d'El-Rey - freguesia: Sé
- Chafariz de Dentro / Chafariz dos Cavalos - freguesia: São Miguel
- Chafariz da Esperança - freguesia: Santos-o-Velho
- Chafariz da  Fonte Santa - freguesia: Prazeres
- Chafariz do Intendente / Antigo Chafariz do Intendente / Chafariz do Desterro - freguesia: Santa Justa
- Chafariz das Janelas Verdes - freguesia: Prazeres
- Chafariz da Junqueira - Chafariz da Cordoaria - freguesia: Alcântara
- Chafariz do Largo da Memória /  Chafariz da Memória / Chafariz Alcolena - freguesia: Ajuda
- Chafariz do Largo de Júlio de Castilho
- Chafariz do Largo do Calvário
- Chafariz do Largo de Malvar / Chafariz de Carnide / Chafariz do Malvar - freguesia: Carnide
- Chafariz do Loreto
- Chafariz das Mouras / Chafariz das Moiras - freguesia: Santiago
- Chafariz das Necessidades
- Chafariz de Neptuno
- Chafariz da Praça da Armada - Chafariz da Praça de Armas / Chafariz de Alcântara - freguesia: Prazeres
- Chafariz da Praça das Flores / Chafariz na Rua do Monte Olivete - freguesia: Mercês
- Chafariz da Princesa / Chafariz da Praia - freguesia: Santa Maria de Belém
- Chafariz do Rato - freguesia: São Mamede
- Reservatório da Patriarcal
- Chafariz do Rio Seco
- Chafariz de  Santo António da Convalescença
- Chafariz de São Paulo / Chafariz do Largo de São Paulo - freguesia: São Paulo
- Chafariz de  São Pedro de Alcântara
- Chafariz de São Domingos de Benfica / Chafariz da Convalescença / Chafariz das Águas Boas - freguesia: São Domingos de Benfica
- Chafariz de São Sebastião da Pedreira / Chafariz na Rua São Sebastião da Pedreira - freguesia: São Sebastião da Pedreira
- Chafariz do Século / Chafariz da Rua Formosa / Chafariz da Rua do Século - freguesia: Santa Catarina
- Chafariz das Terras / Chafariz de Buenos-Aires - freguesia: Prazeres
- Chafariz da Travessa da Mãe-d'Água - Chafariz da Princesa

## Outros
Fonte: SIPA
- Chafariz da Penha de França - freguesia: Penha de França
- Chafariz da Rua da Mãe de Água - freguesia: São José
- Chafariz da Rua do Arco de São Mamede - freguesia: Santo António
- Chafariz da Travessa do Patrocínio - freguesia: Lapa
- Chafariz da Travessa Teixeira Júnior - freguesia: Alcântara
- Chafariz das Laranjeiras - freguesia: São Domingos de Benfica
- Chafariz na Rua de Entrecampos / Chafariz de Entrecampos - freguesia: Alvalade
- Chafariz de Santa Ana - freguesia: Pena
- Chafariz de São Domingos / Chafariz Devisme - freguesia: São Domingos de Benfica
- Chafariz do Alto do Pina - freguesia: São João
- Chafariz do Boneco / Fonte de São João Baptista - freguesia: Lumiar
- Chafariz do Largo da Paz - freguesia: Ajuda
- Chafariz do Largo do Mastro - freguesia: Pena
- Chafariz do Largo do Paço / Chafariz do Paço - freguesia: Lumiar
- Chafariz do Poeta - freguesia: São Miguel
- Chafariz na Rua da Boavista / Bica dos Olhos - freguesia: São Paulo
- Chafarizes em São Miguel de Alfama (3) - freguesia: São Miguel

## Históricos
Aqui se apresenta uma lista de chafarizes históricos, que foram demolidos, estiveram projectados, foram destruídos e que não foram concluídos
- Chafariz do Loreto - demolido sec. XVII
- Chafariz de Apolo do Terreiro do Paço - desaparecido com o terramoto 1755
- Chafariz dos Paus - desaparecido
- Chafariz do Rossio ou do Neptuno - concluído 1606 - demolido 1785
- Chafariz de S. Pedro de Alcântara - projectado - parcialmente construído
- Chafariz do Largo das Portas de Santa Catarina - removido
- Chafariz do Campo de Santana - projectado
- Chafariz de São Jordão - desaparecido

## Outras designações
De seguida, algumas designações também encontradas na bibliografia, mas que não foi possível averiguar: nome alternativo/ofícial; existência actual
- Chafariz da Cç. dos Barbadinhos
- Chafariz do Largo de Palma
- Chafariz da rua do Mirante
- Chafariz de Campolide
- Chafariz dos Terramotos